# Theodor Olshausen

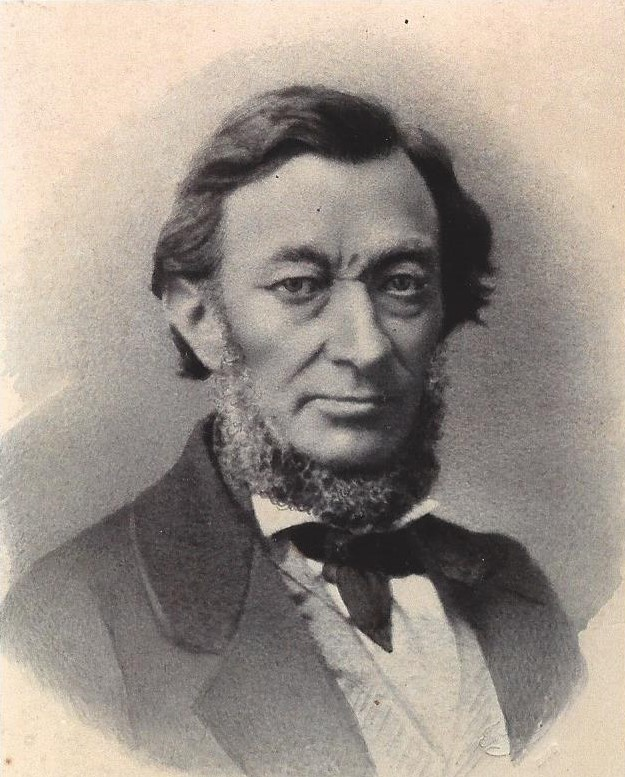
Theodor Olshausen

Theodor Olshausen (* 19. Juni 1802 in Glückstadt; † 31. März 1869 in Hamburg) war ein deutscher Jurist, schleswig-holsteinischer Politiker im Herzogtum Holstein. In den Vereinigten Staaten war er ein erfolgreicher Journalist und Gegner der Sklaverei.

## Leben
Theodor Olshausen war der jüngste Sohn des Theologen Detlev Olshausen und seiner Frau Ida Gabriele Friederikke Olshausen, geb. Hoyer (* 3. Dezember 1711 in Süderau; † 25. April 1804 in Glückstadt). Hermann Olshausen, Wilhelm Olshausen und Justus Olshausen sind seine Brüder. Er besuchte die Gelehrtenschule in Glückstadt und danach das Großherzogliche Gymnasium Eutin. Er studierte ab dem Wintersemester 1820/21 an der Christian-Albrechts-Universität zu Kiel Rechtswissenschaft. 1820 wurde er Mitglied der Alten Kieler Burschenschaft. Ab dem Wintersemester 1821/22 setzte er sein Studium an der Universität Jena fort. 1821 wurde er Mitglied der Jenaischen Burschenschaft. Er war dort auch Mitglied im Jünglingsbund und geriet daher 1823 nach seiner Rückkehr an die Universität Kiel in die polizeilichen Ermittlungen gegen den Jünglingsbund. Steckbrieflich gesucht, flüchtete er über Amsterdam nach Paris. In den Jahren 1825 bis 1827 lebte er als Hauslehrer unter falschem Namen in Basel. 1827 kehrte er nach Paris zurück. Durch Vermittlung durch seinen Bundesbruder Uwe Jens Lornsen konnte er 1828 nach Kiel zurückkehren und stellte sich dem Akademischen Gericht. Im April 1829 wurde seinem Absolutionsgesuch stattgegeben und er konnte im Herbst 1829 sein Jurastudium mit dem Staatsexamen in Glückstadt beenden. 1830 setzte er sich unter anderem zusammen mit Carl Friedrich Heiberg für eine liberalere Verfassung ein. 1830 bis 1839 war er Advocat in Glückstadt, 1839 bis 1843 Gerichtsangestellter am dortigen Niedergericht.
Er war ein wichtiger Verleger der Universitätsstadt Kiel und Herausgeber des „Kieler Correspondenz-Blattes“, der größten Zeitung im damaligen Kiel. Er setzte sich für den Bau der Eisenbahnstrecke Altona–Kiel ein, deren Direktorium er 1844 bis 1848 angehörte. Seine Teilnahme an illegalen Volksversammlungen im Jahre 1846 führten zu seiner Verhaftung am 1. September 1846. Der Arrest von Olshausen in der Festung Rendsburg bis Mitte Oktober 1846 trug zu seiner Popularität im Volk bei. 1847 wurde er für die Stadt Kiel in die Holsteinische Ständeversammlung gewählt. In der Märzrevolution nahm er an der vereinigten Ständeversammlung von Schleswig und Holstein am 18. März 1848 teil. Er wurde von dieser als einer von fünf Vertretern nach Kopenhagen gesandt, um König Friedrich VII die Forderungen der Versammlung zu überbringen.

### Erhebung

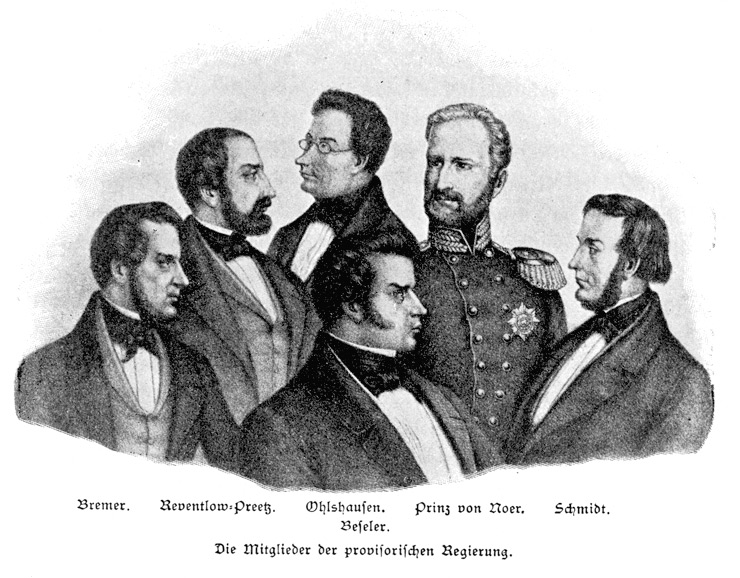
Provisorische Regierung Schleswig-Holstein 1848. Beseler (vorn in der Mitte); Hintere Reihe von links nach rechts: Bremer, Reventlow-Preetz, Olshausen, Prinz von Noer, Schmidt.

Nachdem diese Mission gescheitert war, wurde am 23. März in Kiel die Provisorische Regierung gebildet. Nach seiner Rückkehr aus Kopenhagen am 28. März trat Theodor Olshausen der provisorischen Regierung bei. In ihr vertrat er den radikaldemokratischen Flügel der Revolutionäre.
Aus Protest gegen den Vertrag von Malmö erklärte Olshausen am 16. August seinen Rücktritt aus der Regierung. Der Rücktritt wurde am 19. August von der Schleswig-Holsteinischen Landesversammlung angenommen. Olshausen reiste nach Frankfurt am Main, um sich in der Frankfurter Nationalversammlung gegen die Ratifizierung des Vertrages zu wenden, was ihm nicht gelang. Am 11. September 1848 wurde er in einer Nachwahl im Wahlbezirk Itzehoe in die Landesversammlung gewählt, wo er Wortführer der Linken also der Radikaldemokraten war. Er war Herausgeber der Schleswig-Holsteinischen Zeitung bzw. später der Norddeutschen Freien Presse. Nach der Selbstauflösung der Landesversammlung am 11. Januar 1851 ging er zunächst nach Hamburg.

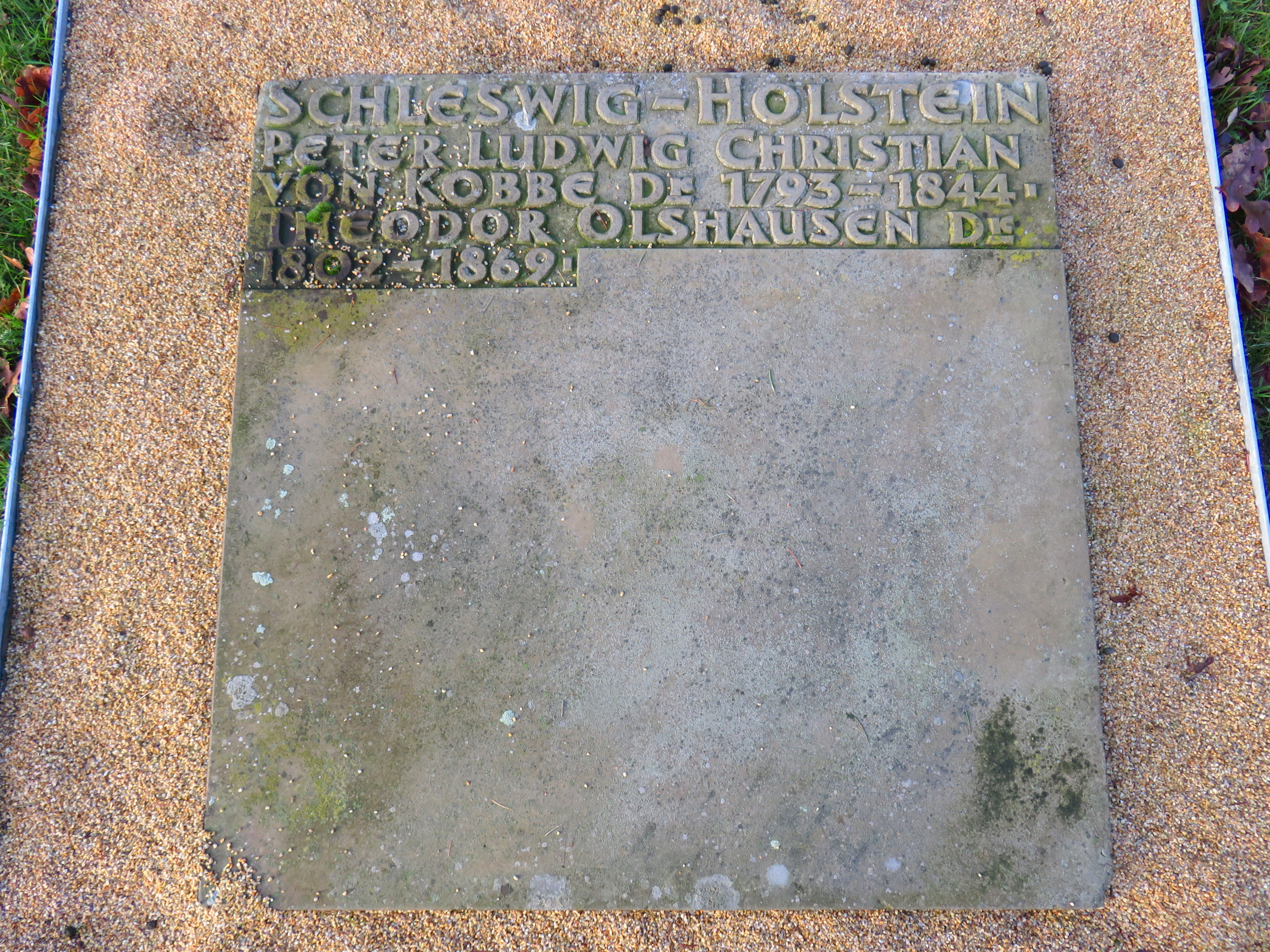
Theodor Olshausen, Sammelgrab Schleswig-Holstein, Friedhof Ohlsdorf

In dieser Zeit war er auch an der Gründung eines „Zentralkomitees der schleswig-holsteinischen Arbeitervereine“ beteiligt.

### Exil
Olshausen fuhr gemeinsam mit Ottilie Ohlshausen von Hamburg nach New York, angekommen am 6. September 1851, mit dem Dampfer „Copernicus“ der Rob. M. Sloman Reederei ins US-amerikanische Exil nach Missouri. Er lebte bis 1856 in St. Louis (Missouri). Seine Einbürgerung in die USA erfolgte am 10. Juni 1857 in Davenport, wo bereits sein Halbbruder aus zweiter Ehe seines Vaters, der 1847 ausgewanderte Mediziner Johannes Julianus Olshausen (* 6. Juni 1817 in Eutin; † 16. Juni 1890 in Davenport), seit 1854 lebte. Theodor Olshausen war ein Vertrauter von Frederik Tillmann und wurde leitender Redakteur der republikanischen Zeitung Der Demokrat in Davenport. Ab 1860 wieder in St. Louis, nahm er an der deutsch-amerikanischen Vorversammlung in Chicago teil, die die Gründung der Republikanischen Partei beschloss und Abraham Lincoln als Präsidentschaftskandidaten aufstellte. Er war Herausgeber und Eigentümer der Westlichen Post in St. Louis. Im Bürgerkrieg von 1861 bis 1865 half er den Staat Missouri den Nordstaaten zu sichern. Am 17. Juni 1860 kaufte er gemeinsam mit Henry Lischer Inhaber der Zeitung Westlichen Post. Sein Nachfolger wurde 1865 Emil Preetorius. Im Frühjahr 1865 kehrte Olshausen nach 14-jähriger Abwesenheit nach Europa zurück. 1866 widmete sein Freund Otto Fock ihm sein Buch „Innerer Zwist und blutige Fehden“ mit den Worten: „Theodor Olshausen freundschaftlichst zugeeignet.“ Er bereiste Deutschland und die Schweiz. Im Sommer 1868 ließ er sich in Hamburg nieder, wo seine zwei verheirateten und verwitweten Schwestern wohnten. Nach einem Schlaganfall verstarb er am 31. März 1869 in Hamburg.
Auf dem Ohlsdorfer Friedhof wird auf der Sammelgrabplatte Schleswig-Holstein des Althamburgischen Gedächtnisfriedhofs unter anderen an Theodor Olshausen erinnert.

### Ehrungen

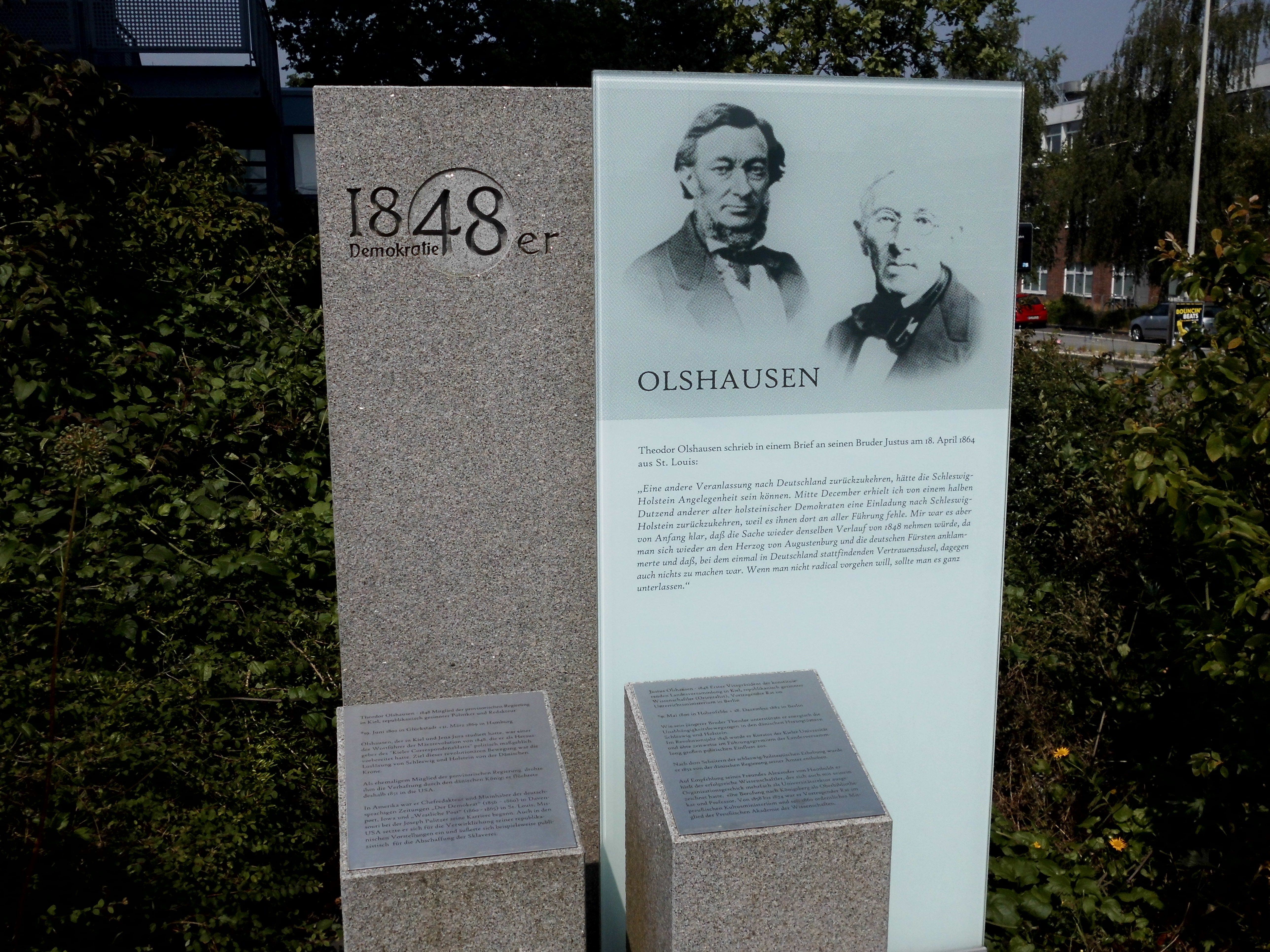
Informationsstele in der Kieler Olshausenstraße

Seinen Namen trägt in Kiel seit dem 3. Oktober 1902 die Olshausenstraße, die zur Universität führt.
In Hamburg (Othmarschen, Bezirk Altona) gibt es seit 1929 eine „Olshausenstraße“.

## Werke
- Kieler Correspondenz-Blatt für die Herzogthümer, Schleswig Holstein und Lauenburg. Schwers, Kiel 1830–1848.[8]
- Entwurf einer Bittschrift an deutsche Fürsten. Zweite, mit einer Nachschrift vermehrte Auflage. Commission der Universitäts-Buchhandlung, Kiel 1830. CAU Kiel
- Das Dänische Königsgesetz. Das ist das fortwährend geltende Grundgesetz für das Königreich Dänemark. Nach der dänischen officiellen Ausgabe übersetzt und mit einer historischen Einleitung und einer Schlussbemerkung versehen. Baurmeister & Griem, Kiel 1838. ÖNB[9]
- Schleswig-Holsteinische Zeitung. Köbner, Altona; Rendsburg 15. April 1848 bis 15. November 1849.
- Theodor Alhausen, Otto Fock (Hrsg.): Norddeutsche Freie Presse. Norddeutsches Organ für Politik und gemeinnützige Unterhaltung. Köbner, Altona 1. April 1849 bis 4. Oktober 1851.
- Die Vereinigten Staaten von Nordamerika im Jahre 1852. Eine statistische Übersicht mit besonderer Rücksicht auf deutsche Auswanderer zusammengestellt. Akademische Buchhandlung, Kiel 1853. Digitalisat
- Die Vereinigten Staaten von Amerika. Geographisch und statistisch beschrieben. Akademische Buchhandlung, Kiel.
  - Das Mississippi-Thal im Allgemeinen. Theil I, Das Mississippi-Thal und die einzelnen Staaten des Mississippi-Thals geographisch und statistisch beschrieben. 1853.Digitalisat
  - Der Staat Missouri geographisch und statistisch beschrieben. Band 2. Hälfte 1. 1854.BSB München
  - Der Staat Iowa mit einer colorirten Karte geographisch und statistisch beschreiben- Band 2. Hälfte 2. 1855. Google
- Karte des Staates Iowa nach den besten Hülfsmitteln bearbeitet. Lithographie Anstalt von H. Cordts. Akademische Buchhandlung, Kiel 1855. (Aus Der Staat Iowa mit einer colorirten Karte geographisch und statistisch beschreiben von Theodor Olshausen)
- Geschichte der Mormonen oder Jüngsten-Tages-Heiligen in Nordamerika. Vandenhoeck & Ruprecht, Göttingen 1856.BSB München
- Die deutsche Lebensfrage. Von Freunden deutscher Freiheit und Einheit in der Schweiz. Zürich 1866.